# Torptjärnen (Laxsjö socken, Jämtland)
Torptjärnen är en sjö i Krokoms kommun i Jämtland och ingår i Indalsälvens huvudavrinningsområde.